# 黃體毛管蚜
黃體毛管蚜（学名：Eutrichosiphum (Ditrichosiphum）为毛管蚜科真毛管蚜屬下的一个种。